# Liste de volcans sous-marins

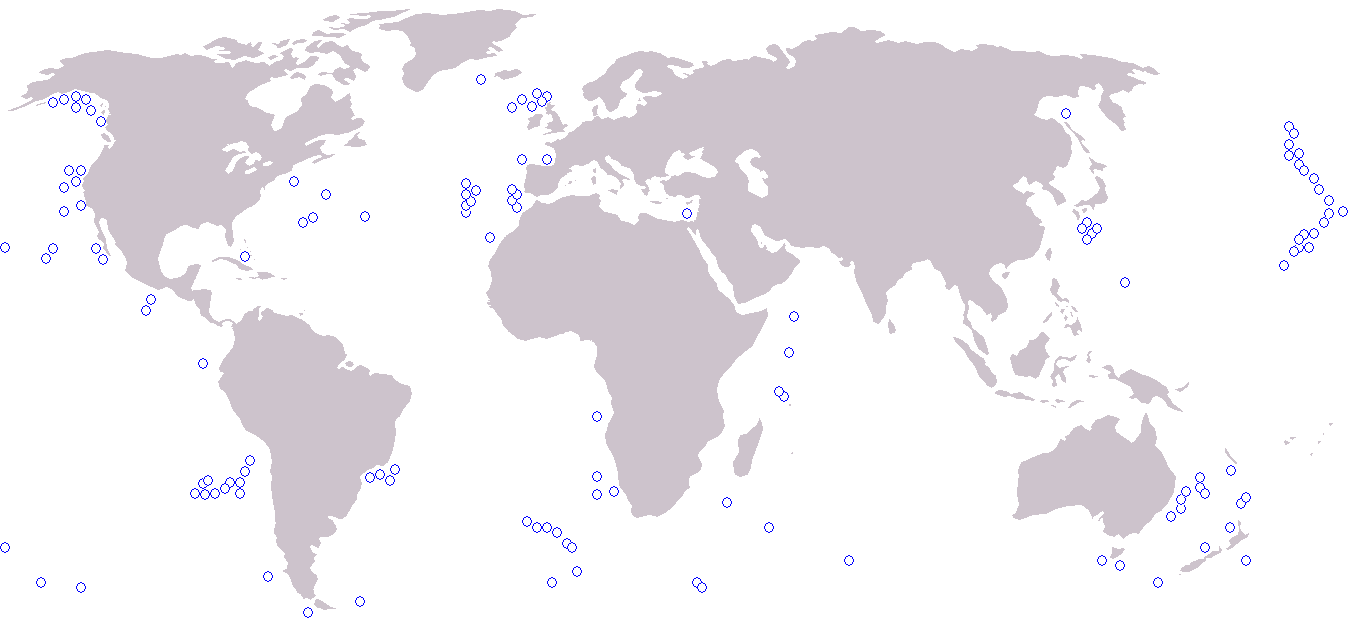
Carte des principaux monts sous-marins.

Voici une liste des principaux volcans et monts sous-marins. 
| Nom                                        | Altitude | Lieu                          | Dernière éruption connue |
| Mont Adams (mont sous-marin)               | −59 m    | 25° 22′ S, 129° 16′ O         | 50 av. J.-C. ± 1 000 ans |
| Axial (mont sous-marin)                    | −1 400 m | 45° 33′ N, 130° 00′ O         | 1998                     |
| Banua wuhu                                 | −5 m     | 3° 08′ 17″ N, 125° 29′ 28″ E  | 1919                     |
| mont sous-marin Bear (en)                  | −1 100 m | 39° 55′ N, 67° 24′ O          |                          |
| Mont sous-marin Bowie                      | −24 m    | 53° 18′ N, 135° 38′ O         | 18 000 ans BP            |
| Champs Phlégréens de la mer de Sicile      | −8 m     |                               | 1867                     |
| Dom João de Castro Bank (en)               | −14 m    | 38° 14′ N, 26° 38′ O          | 1720                     |
| Empédocle                                  | −7 m     |                               |                          |
| Empereur de Chine (en)                     | −2 850 m | 6° 37′ S, 124° 13′ E          |                          |
| monts sous-marins Foundation (en)          |          |                               |                          |
| Ferdinandea                                | −6 m     |                               | 1863                     |
| Healy (en)                                 | −1 150 m | 34° 59′ S, 179° 00′ O         | 1360                     |
| Kick-'em-Jenny                             | −160 m   | 12° 18′ N, 61° 38′ O          | 2001                     |
| Kolumbo                                    | −10 m    |                               | 1650                     |
| Kuwae                                      |          | 16° 51′ S, 168° 31′ E         |                          |
| Kamaʻehuakanaloa                           | −969 m   | 18° 55′ N, 155° 16′ O         | 1996                     |
| Marsili                                    | −779 m   | 39° 15′ 00″ N, 14° 23′ 40″ E  |                          |
| Moai (en)                                  |          |                               |                          |
| Banc de Monaco                             | −197 m   | 37° 36′ N, 25° 53′ O          | 1911                     |
| Monowai (volcan)                           | −100 m   | 25° 53′ 13″ S, 177° 11′ 17″ O | 2008                     |
| Myōjin-shō (en)                            | −50 m    |                               |                          |
| Nieuwerkerk (en)                           | −2 285 m | 6° 36′ 00″ S, 124° 40′ 30″ E  |                          |
| Orca                                       |          | 62° 26′ 00″ S, 58° 24′ 00″ O  | endormi                  |
| Panarea Italie                             |          |                               |                          |
| Protector Shoal (en)                       | −27 m    |                               | 1962                     |
| Pukao (en)                                 |          |                               |                          |
| Rumble I                                   | −1 100 m | 35° 30′ S, 178° 54′ E         |                          |
| Rumble II                                  | −880 m   | 35° 24′ S, 178° 36′ E         |                          |
| Rumble III (sk)                            | −140 m   | 35° 44′ 42″ S, 178° 28′ 41″ E | 1986                     |
| Rumble IV (sk)                             | −450 m   | 36° 08′ S, 178° 03′ E         |                          |
| Rumble V (sk)                              | −1 100 m | 36° 08′ 20″ S, 178° 11′ 49″ E |                          |
| Submarine 1922 (en)                        | −5 000 m | 3° 58′ N, 124° 10′ E          |                          |
| Supply Reef (en)                           | −8 m     | 20° 08′ N, 145° 06′ E         | 1989                     |
| monts sous-marins Tuzo (en)                |          | 51° 24′ N, 130° 54′ O         | Holocène                 |
| Vailulu'u                                  | −590 m   |                               |                          |
| Vavilov                                    | −800 m   | 39° 52′ N, 12° 35′ E          |                          |
| volcano sans-nom (Ibugos) (en)             | −24 m    | 20° 20′ N, 121° 45′ E         | 1854                     |
| volcan sans-nom (El Hierro) (en)           |          |                               | 2011                     |
| Yersey (en)                                | −3 800 m | 7° 32′ S, 123° 57′ E          |                          |
| Mata Ouest                                 | −9 656 m | 15° 06′ S, 173° 45′ O         | 2009                     |
| Fani Maoré                                 | −2 700 m | 12° 29′ S, 45° 17′ E          | 2019                     |
| Volcan Orca dans le détroit de Brandsfield | −500 m   | 62° 26′ S, 58° 24′ O          |                          |